# La Motte-Feuilly
La Motte-Feuilly – miejscowość i gmina we Francji, w Regionie Centralnym, w departamencie Indre.
Według danych na rok 1990 gminę zamieszkiwały 44 osoby, a gęstość zaludnienia wynosiła 8 osób/km² (wśród 1842 gmin Regionu Centralnego La Motte-Feuilly plasuje się na 1068. miejscu pod względem liczby ludności, natomiast pod względem powierzchni na miejscu 1343.).